# Zjarr e ftohtë
Zjarr e ftohtë (svenska: eld och kyla) var Albaniens bidrag i Eurovision Song Contest 2006 i Aten, Grekland. Bidraget framfördes på albanska av sångaren Luiz Ejlli. Låten var den första på albanska i Eurovision Song Contest någonsin då de två tidigare bidragen från Albanien framförts på engelska.
Eftersom Albanien inte lyckades komma topp 10 vid 2005 års tävling fick man år 2006 tävla i semifinalen. Ejlli fick i semifinalen sjunga som nummer 6 i ordningen och när tävlingen var slut hade han fått 58 poäng, vilket räckte till en 14:e plats. Eftersom endast de 10 första bidragen kvalificerade sig till finalen blev detta första gången som Albanien missade att ta sig till final i tävlingen.